# Dolná Poruba
Dolná Poruba (em húngaro: Bérces) é um município da Eslováquia, situado no distrito de Trenčín, na região de Trenčín. Tem 22,69 km² de área e sua população em 2018 foi estimada em 803 habitantes.

## Demografia
| Ano:        | 1994 | 2004   | 2014   | 2024   |
| ----------- | ---- | ------ | ------ | ------ |
| Broj ljudi: | 904  | 845    | 788    | 794    |
| Razlika:    |      | -6,52% | -6,74% | +0,76% |

| Ano:               | 2023 | 2024   |
| ------------------ | ---- | ------ |
| Número de pessoas: | 789  | 794    |
| Diferença:         |      | +0,63% |